# Hanover (Pensilvania)
Hanover es un borough ubicado en el condado de York en el estado estadounidense de Pensilvania. En el año 2000 tenía una población de 14.535 habitantes y una densidad poblacional de 1,537.5 personas por km².

## Geografía
Hanover se encuentra ubicado en las coordenadas 39°48′26″N 76°59′5″O / 39.80722, -76.98472.

## Demografía
Según la Oficina del Censo en 2000 los ingresos medios por hogar en la localidad eran de $35,536 y los ingresos medios por familia eran $45,156. Los hombres tenían unos ingresos medios de $31,206 frente a los $21,512 para las mujeres. La renta per cápita para la localidad era de $20,516. Alrededor del 7.7% de la población estaba por debajo del umbral de pobreza.